# Acronicta denvera
Acronicta denvera är en fjärilsart som beskrevs av Smith 1905. Acronicta denvera ingår i släktet Acronicta och familjen nattflyn. Inga underarter finns listade i Catalogue of Life.